# 日本経済教育センター
日本経済教育センター（にほけいざいきょういくセンター）は、経済教育の向上を推める一般財団法人。以前は内閣府所管の財団法人だったが、公益法人制度改革に伴い、2010年4月に一般財団法人に移行。

## 概要
- 所在：東京都品川区東五反田1-10-7 AIOS五反田ビル314
- 設立：1968年（昭和43年）5月25日
- 理事長：篠原総一